# Thorbjørn Olesen
Thorbjørn Olesen, född 21 december 1989 i Furesø kommun, är en dansk golfspelare.
Olesen tävlade för Danmark vid olympiska sommarspelen 2016 i Rio de Janeiro, där han slutade på delad 30:e plats i herrarnas individuella tävling.